# (34172) Camillemiles
2000 QU37 (asteroide 34172) é um asteroide da cintura principal. Possui uma excentricidade de 0.15050360 e uma inclinação de 2.19652º.
Este asteroide foi descoberto no dia 24 de agosto de 2000 por LINEAR em Socorro.